# 明福俠
明福俠是香港藝人黎明扮演的虛構人物，人物造型參考自蝙蝠俠，於2016年至2019年在社交網站平台亮相。黎明最初以明福俠身份出現，是為了宣傳《黎明Leon 30th Anniversary Random Love Songs 4D in Live 2016》演唱會，後來不時以此人物身份與網民互動及交代工作近況，並參與廣告拍攝及演唱歌曲，2019年，黎明以明福俠身份創辦樂隊 Gingerbread。

## 製作概念
2016年初，黎明在社交網站facebook開設專頁，同年4月首次以明福俠身份在專頁亮相，該人物的造型參考自蝙蝠俠，包括盔甲、由浴簾縫製而成的斗篷及面罩等，初時由黎明以真人方式演繹，再以電腦效果加上盔甲、斗篷及面罩，與網民互動及交代工作近況，曾於同年9月及11月宣佈離開，但此後仍不定期亮相，多以電腦動畫方式呈現。2018，替黎明製作明福俠肖像的動畫師，憑想像繪畫出黎明女兒的卡通肖像，大眾媒體稱為「明福囡」。

## 音樂作品
歌曲〈我唔係死蠢‬〉是明福俠主唱的首個音樂作品，由雷頌德作曲、林日曦填詞，歌詞內容以上班族為題材，於2016年7月在《100毛》專頁及多個網上音樂平台推出。2019年，明福俠創辦樂隊 Gingerbread，與樂隊成員Auto-Tom合作演繹〈我們的下雨天〉及〈勁傾心〉兩首歌曲。

## 其他作品
2016至2017年間，明福俠以真人演繹及聲演方式擔任維他命產品代言人，參與演出電視廣告及平面廣告。2017年，黎明參與香港首個emoji創意慈善企劃，親自設計出明福俠抱抱導盲犬的表情圖標，為香港導盲犬協會籌款；2018年，黎明自創明福俠造型的紫色無花果餡月餅，並以明福俠身份透過真人及動畫方式演繹宣傳廣告。

### 書籍文獻
- 黃國恩. . 香港: 非凡出版. 2020-07: 178－179. ISBN 9789888676002 （中文）.

### 註腳列表
1. ↑  . 東方日報. 2016-04-09  [2020-02-07]. （原始内容存档于2016-08-15） （中文）.
2. ↑  . 晴報. 2016-11-07  [2020-02-06]. （原始内容存档于2020-02-06） （中文）.
3. ↑  胡劍威. . 香港01. 2016-07-28  [2020-02-06]. （原始内容存档于2020-02-06） （中文）.
4. ↑  . 星島日報. 2019-04-19  [2020-02-06]. （原始内容存档于2019-06-02） （中文）.
5. ↑  . 晴報. 2017-02-13  [2020-02-07]. （原始内容存档于2017-02-07） （中文）.
6. ↑  . 東方日報. 2016-07-12  [2020-02-07]. （原始内容存档于2017-06-10） （中文）.
7. ↑  . 東方日報. 2016-09-09  [2020-02-08]. （原始内容存档于2017-06-10） （中文）.
8. ↑  . 明報. 2016-11-15  [2020-02-08]. （原始内容存档于2020-02-08） （中文）.
9. ↑  . 頭條日報. 2018-10-28  [2020-02-07]. （原始内容存档于2020-02-07） （中文）.
10. ↑  . 明報. 2016-07-28  [2020-02-08]. （原始内容存档于2019-06-09） （中文）.
11. ↑  . 香港經濟日報. 2016-07-29  [2020-02-08]. （原始内容存档于2016-08-07） （中文）.
12. ↑  . Upower. 2019-05-27  [2020-02-08]. （原始内容存档于2020-02-08） （中文）.
13. ↑  . 明周娛樂. 2019-08-20  [2020-02-08]. （原始内容存档于2019-08-20） （中文）.
14. ↑  . 明報. 2016-11-05  [2020-02-08]. （原始内容存档于2020-02-06） （中文）.
15. ↑  馮仁昭. . 蘋果日報. 2017-02-13  [2020-02-08]. （原始内容存档于2020-02-08） （中文）.
16. ↑  . 香港文匯報. 2017-02-13  [2020-02-08]. （原始内容存档于2020-02-08） （中文）.
17. ↑  . am730. 2018-08-16  [2020-02-08]. （原始内容存档于2020-02-08） （中文）.

## 外部連結
- 明福俠 - 我唔係死蠢 MV （页面存档备份，存于） AMusic Official Channel. 2016-07-28
- 維多C x 明福俠【玩轉Facebook】倒拍廣告片 （页面存档备份，存于） AMusic Official Channel. 2016-11-05
- 黎明x明福俠【明福俠動畫片】 BIG BIG WOK - loses the last stand go hair...ha! (中英字幕) （页面存档备份，存于） AMusic Official Channel. 2016-12-20